# Leopold Peřich
Leopold Peřich (14. listopadu 1901 Smolkov – 31. srpna 1974 Karlovy Vary) byl český historik, archivář a ředitel Zemského archivu v Opavě.

## Život
Vystudoval české gymnázium v Opavě (1913–1921) a poté v letech 1921–1925 češtinu a historii na Filozofické fakultě Univerzity Karlovy v Praze. Souběžně v letech 1922–1925 navštěvoval Státní archivní školu. V roce 1926 získal titul PhDr. Po vysoké škole krátce pracoval v Archivu země České v Praze, než začátkem roku 1927 nastoupil jako archivář do Zemského archivu v Opavě. Po odchodu Václava Hauera do důchodu se stal ředitelem Zemského archivu. Po okupaci Opavy v roce 1938 odešel nejdříve do Brna a lednu 1941 do Prahy. Po skončení 2. světové války se vrátil do Opavy, kde se opětovně stal ředitelem Zemského archivu. V roce 1955 byl za údajné protistátní výroky zatčen a odsouzen na pět let do vězení. Po návratu z vězení žil jako důchodce v Opavě.

## Publikace
- Čechy předhusitské : úvahy o náboženském hnutí v Čechách před Husem. Praha : Vyšehrad, 1941. 33 s.
- Slezsko : přehled národnostního vývoje. Praha : Vyšehrad, 1945. 170 s.
- Leopold Peřich - texty. Opava : Slezská univerzita v Opavě, 2007. 784 s. ISBN 978-80-7248-433-1. (editoři Karel Müller a Pavel Šopák)
- Nic nového : dopisy z vězení. Středokluky : Zdeněk Susa, 2010. 219 s. ISBN 978-80-86057-60-6. (editor Václav Peřich)